# Le Dictionnaire khazar
 (avril 2021).
Si vous disposez d'ouvrages ou d'articles de référence ou si vous connaissez des sites web de qualité traitant du thème abordé ici, merci de compléter l'article en donnant les références utiles à sa vérifiabilité et en les liant à la section « Notes et références ».
Le Dictionnaire khazar (en serbo-croate : Hazarski rečnik, en serbe en écriture cyrillique : Хазарски речник) est un roman de l'écrivain serbe Milorad Pavić publié en 1984 et traduit en français en 1988 par Maria Bejanovska aux éditions Belfond.
Depuis sa parution, Le Dictionnaire Khazar a été traduit en 28 langues.

## Genre: un roman-lexique
Le Dictionnaire Khazar est un "roman-lexique" qui peut être lu dans n'importe quel sens, ou au hasard, comme un dictionnaire. C'est une forme "d’œuvre ouverte"puisque de n'importe quel endroit d'où le lecteur commence, il peut comprendre le récit — ou du moins une signification possible du récit.
Il a été également qualifié d'hypertexte par les critiques.
Il s'agit d'un dictionnaire fictif ou plutôt de trois dictionnaires fictifs réunis en un puisque le texte se partage en un "Livre Rouge" qui présente les sources chrétiennes, un "Livre Vert" les sources musulmanes et un "Livre Jaune", les sources juives.
A la parution il a existé deux versions du Dictionnaire de Pavić, l’une dite « masculine » et l’autre «féminine », qui ont été finalement réunies dans une version dite « androgyne » lors de sa réédition française en 2002 aux éditions La mémoire du livre. La seule différence entre l'exemplaire masculin et l'exemplaire féminin ne consiste qu'en un seul petit paragraphe d'une vingtaine de lignes page 219 (de l'un et l'autre ouvrage). Cet élément minime qui justifie deux éditions d'un même livre met en avant l'importance de la surface et du paratexte dans la lecture, surtout d'une œuvre ouverte.
Le Dictionnaire Khazar est souvent qualifié de "borgésien" au nom de sa construction foisonnante et de sa tonalité entre le merveilleux et l'absurde. On le rapproche aussi de l'écriture de Gabriel Garcia Marquez, en particulier au nom du rapport au temps dans Cent ans de Solitude.
Son écriture est considérée comme tout à la fois comme baroque et postmoderniste, en ligne directe avec deux traditions orales : la rhétorique byzantine et la littérature serbe orale.

## Thème de l'ouvrage
Le Dictionnaire khazar retrace, à travers les principaux mots de son histoire, la naissance et la disparition des Khazars, peuple nomade et guerrier fixé au VIIe siècle entre la mer Noire et la mer Caspienne.
Plus particulièrement le livre s'intéresse à un événement qui serait lié à la disparition soudaine des Khazar : ce que l’on appelle la "polémique Kazhar". "Le chef khazar, le khagan, aurait, à la suite d’un rêve, demandé à ce que des savants des trois religions monothéistes principales, viennent interpréter celui-ci. Le plus juste verrait alors la conversion du peuple khazar à son culte."
Au-delà de cette intrigue principale, le livre questionne "la douce illusion" du réel et de la vérité, la frontière entre la réalité et le rêve, l'histoire et la légende.
Par sa forme d’œuvre ouverte, le livre est perçu comme un outil de spatialisation du temps, propre aux cultures du mythe,.

## Les Chasseurs de rêve
Les Chasseurs de rêve traversent le Dictionnaire Khazar. Il s'agit d'une secte protégée par la princesse Ateh, elle-même présentée dans le roman comme la première autrice (fictive) du Dictionnaire Khazar (fictif). Ils savent "lire les rêves d'autrui, y élire domicile et, [...] y chasser le gibier qu'on leur assignait - homme, objet ou bête."
"Leur but est de « se plonger dans les rêves et le sommeil d'autrui et d'en extraire de petits fragments de l'être d'Adam le précurseur, les composant en un tout, dans ce qu'on appelle des dictionnaires khazars, afin que tous ces livres rassemblés incarnent sur terre l'immense corps d'Adam Ruhani – un Adam reconstitué pourrait bien se révéler, hélas, être un monstre".
Certains considèrent que le lecteur du Dictionnaire, en prise avec l’œuvre ouverte et poétique, devient lui-même un chasseur de rêves.

## Controverse et oubli du livre
L’engouement premier et quasi unanime de la critique à la sortie du livre a été suivi d’un oubli rapide de Milorad Pavić lié aux positions pro-serbes virulentes de l’auteur pendant la guerre en Yougoslavie.

## Récompenses
- Prix NIN (1984)
- Nuit du Livre (2016)[19]

### Sources
La source principale, directe ou indirecte, du thème, est le Kitâb al-hujja wa-l-dalîl fî nusr al-dîn al-dhalîl, "Livre de la réfutation et de la preuve concernant la religion méprisée", ou Kitâb al-Khazari, "Livre du khazar", ou en hébreu Sefer al-Khazari (Kuzari), de Juda Halevi (1075-1141), un des grands poètes de l'âge d'or andalou.
Ce Kuzari, œuvre de fiction, est lui-même inspiré du Tahafut al-Falasifa de Al-Ghazâlî (1058-1111), et a inspiré d'autres œuvres, dont Le Livre du gentil et des trois sages de Raymond Lulle (1232-1315).

### A propos des Khazars
Les Khazars étaient un peuple turcique semi-nomade d’Asie centrale ; leur existence est attestée entre les VIe et XIIIe siècles. Le nom « Khazar » semble dériver d'un mot turc signifiant errant, nomade (gezer en turc moderne). Au VIIe siècle les Khazars s'établirent en Ciscaucasie aux abords de la mer Caspienne où ils fondèrent leur Khaganat. À leur apogée, les Khazars, ainsi que leurs vassaux, contrôlaient un vaste territoire qui pourrait correspondre à ce que sont aujourd'hui le sud de la Russie, le Kazakhstan occidental, l'Ukraine orientale, la Crimée, l'est des Carpates, ainsi que plusieurs autres régions de Transcaucasie telles que l'Azerbaïdjan et la Géorgie.
Les Khazars remportèrent plusieurs séries de succès militaires sur les Sassanides, puis sur le califat, établi en deçà de la Cicscaucasie, empêchant ainsi toute invasion arabo-islamique du sud de la Russie. Ils s'allièrent à l'Empire byzantin contre les Sassanides et le Rus' de Kiev. Lorsque le Khaganat devint une des principales puissances régionales, les Byzantins rompirent leur alliance et se rallièrent aux Rus' et Petchénègues contre les Khazars. Vers la fin du Xe siècle, l'Empire khazar s'éteignit progressivement et devint l'un des sujets de la Rus' de Kiev.
Au VIIIe siècle, pris en tenaille entre les Orthodoxes et les Musulmans, les Khazars invitèrent un moine, un derviche et un rabbin à débattre des mérites de chaque religion. À la suite de cette polémique, selon une tradition historiquement contestée, le roi et une partie de la noblesse des Khazars se seraient convertis au judaïsme.